# Anthurium trifidum
Anthurium trifidum är en kallaväxtart som beskrevs av Daniel Oliver. Anthurium trifidum ingår i släktet Anthurium och familjen kallaväxter. Inga underarter finns listade.